# Nová Ves u Heřmanova
Nová Ves (deutsch Neudorf) ist eine Gemeinde in Tschechien. Sie liegt 14 Kilometer nordöstlich von Velké Meziříčí und gehört zum Okres Žďár nad Sázavou.

## Geographie
Nová Ves befindet sich in der zur Böhmisch-Mährischen Höhe gehörigen Křižanovská vrchovina (Krischanauer Bergland) am Teich Vesník. Westlich erhebt sich der Křiblík (582 m) und im Südwesten der Strážnice (583 m).
Nachbarorte sind Dolní Libochová im Norden, Meziboří und Borky im Nordosten, Radňoves im Osten, Vidonín im Südosten, Milešín im Süden, Heřmanov im Südwesten, Bojanov im Westen sowie Horní Libochová im Nordwesten.

## Geschichte
Die erste urkundliche Erwähnung des Dorfes erfolgte im Jahre 1349 als Besitz des Jindřich von Osové. 1364 wurde Jindřich von Ronov als Besitzer des halben Dorfes in der Landtafel eingetragen und im selben Jahre vermachte Hynko von Osové die andere Hälfte dem Ruček von Hluboké. 1398 erwarben die Herren von Pernstein den Ort. Weitere Besitzer waren Václav und Hynek Radkovský.
Im Laufe der Zeit wurde das Dorf nach der 1617 erloschenen Burg Rysova als Nová Ves Rysovská und später als Nová Ves Radkovská bezeichnet. Im Jahre 1675 gehörte Nová Ves zur Herrschaft Mitrov.
Nach der Aufhebung der Patrimonialherrschaften bildete Nová Ves / Neudorf ab 1850 einen Ortsteil der Gemeinde Heřmanov im Bezirk Velké Meziříčí. Seit 1882 besteht die Gemeinde Nová Ves. 1947 kam Nová Ves zum Okres Velká Bíteš und nach dessen Auflösung zu Beginn des Jahres 1961 wurde die Gemeinde dem Okres Žďár nad Sázavou zugeordnet.
1989 wurde die traditionelle Prozession der Madonna von Karmel von Vidonín über Nová Ves nach Heřmanov wieder aufgenommen.

## Ortsgliederung
Für die Gemeinde Nová Ves sind keine Ortsteile ausgewiesen.

## Sehenswürdigkeiten
- Glockenturm am Dorfplatz
- Marterl, am südwestlichen Ortsausgang in Richtung Heřmanov
- funktionstüchtige Feuerspritze aus dem Jahre 1927, im Besitz der Freiwilligen Feuerwehr